# Poysbrunn (Herrschaft)
Die Herrschaft Poysbrunn war eine Grundherrschaft im Viertel unter dem Manhartsberg im Erzherzogtum Österreich unter der Enns, dem heutigen Niederösterreich.

## Ausdehnung
Die Herrschaft mit der Grafschaft Falkenstein umfasste zuletzt die Ortsobrigkeit über Altruppersdorf, Falkenstein, Ottenthal, Poisbrunn und Pottenhofen. Der Sitz der Verwaltung befand sich im Schloss Pellendorf. 

## Geschichte
Der letzte Inhaber der Allodialherrschaft war Johann Josef Freiherr von Bartenstein (1784–1847), dessen Erben die Nachfolge nicht mehr antreten konnten, da die Herrschaft mit den Reformen 1848/1849 aufgelöst wurde.